# بكر بشيرفيتش
بكر بشيرفيتش مواليد 3 نوفمبر 1965 في سراييفو، جمهورية يوغوسلافيا الاشتراكية الاتحادية، هو لاعب كرة قدم بوسني دولي سابق كان يلعب في خط الوسط.
لعب مع نادي فيليز موستار في البوسنة والهرسك وقد احترف في كرواتيا حيث لعب في الدوري الكرواتي الممتاز.

## المسيرة الاحترافية

### أندية لعب لها
- فيليز موستار

## وصلات خارجية
- بكر بشيرفيتش على موقع الاتحاد الدولي (مؤرشف)  (الإنجليزية)
- بكر بشيرفيتش على موقع قاعدة بيانات كرة القدم.إي يو (الإنجليزية)
- بكر بشيرفيتش على موقع ناشيونال فوتبول تيمز (الإنجليزية)
- بكر بشيرفيتش على موقع Soccerway.com (الإنجليزية)
- بكر بشيرفيتش على موقع عالم كرة القدم.نت (الإنجليزية)